# Голоб, Роберт
Роберт Голоб (словен. Robert Golob; род. 23 января 1967) — словенский политический и государственный деятель, предприниматель, лидер партии «Движение „Свобода“». Премьер-министр Словении с 1 июня 2022 года.

## Биография
Родился 23 января 1967 года в Социалистической Республике Словения в составе СФРЮ. Образование получил в Люблянском университете.
В 1994 году получил докторскую степень в области электротехники в Люблянском университете. Затем он получил докторскую степень по программе Фулбрайта в Технологическом институте Джорджии в Атланте.
В 2004 году Роберт Голоб стал соучредителем энерготорговой компании GEN-I , которая контролируется государством, где оставался председателем до 2021 года. 

### Политическая деятельность
С мая 1999 года по июнь 2000 года Голоб был статс-секретарём министерства экономики в правительстве премьер-министра Янеза Дрновшека. В 2002 году был избран в городской совет Нова-Горицы. В 2011 году Голоб вступил в партию «Позитивная Словения», основанную мэром Любляны Зораном Янковичем. В 2013—2014 годах, с ростом напряжённости внутри партии между её основателем и председателем Зораном Янковичем и премьер-министром Аленкой Братушек, Голоб играл посредническую роль между двумя фракциями.
С окончательным разрывом внутри партии в апреле 2014 года он присоединился к отколовшейся Партии Аленки Братушек, став одним из её вице-президентов. После неудачных для этой партии парламентских выборах 2014 года, на которой она получила только четыре места, Роберт Голоб отошёл от политики на национальном уровне, оставаясь активным только на местном уровне в муниципалитете Нова-Горица. С 2010 по 2014 год Голоб возглавлял районное собрание Кромберк-Локе, оставаясь одним из его членов до 2022 года.
С окончанием действия мандата председателя компании GEN-I в 2021 году Голоб решил снова принять активное участие в политике. В январе 2022 года он возглавил небольшую внепарламентскую «Партию зелёных действий» и переименовал её в «Движение „Свобода“». 24 апреля 2022 года на парламентских выборах «Движение „Свобода“» в Государственном собрании Словении получило 41 место из 90.